# 66 هـ
66 هـ هي سنة في التقويم الهجري امتدت مقابلةً في التقويم الميلادي بين سنتي 685 و686.

## أحداث
- 14 ربيع الثاني - قيام المختار الثقفي بثورة سُميّت بثورة المختار الثقفي رافعًا شعار «يا لثارات الحُسين»، قتل فيها جمعًا من قتلة الحسين والمقاتلين الذين شهدوا معركة كربلاء المعروفة باسم واقعة الطف.

## مواليد
- أيوب السختياني

## وفيات
- رفاعة بن شداد
- أمامة بنت أبي العاص بن الربيع
- عثمان بن عنبسة من أمراء الدولة الأموية.